# The Youngsters
The Youngsters est un groupe français de musique électronique.

## Histoire
Le groupe est formé en 1999 par Gilles Escoffier (Gil le Gamin) et Olivier Mateu (Olivier M.). Le duo connaît un premier succès avec le titre Deep Inside sur le label G-Funk, puis suivront d'autres sorties, les EP Sampler, In Charly We Trust et A Different Theory, leur style s'apparente à la techno de Détroit. Ils participent régulièrement à de nombreux évènements et festivals de musique dans le monde entier grâce à des prestations scéniques.
En 2000, ils sont signés sur le label F Communications et sortent plusieurs titres avec succès, Illogique, Spanish Harlem, End, Abusive Melody qui seront regroupés dans leur premier album, LemonOrange, publié en 2001 aux labels F Communications et PIAS. Le second album, The Army of 1.0 sort en 2004,,. De nombreux remixes et collaborations sont aussi à leur actif.

## Discographie

### Albums studio
- 2002 : LemonOrange (F Communications)

### EP
- 1999 : 3 EP (G-Funk)
- 1999 : Sampler EP (G-Funk)
- 2000 : In Charly We Trust (G-Funk)
- 2000 : 3 Hours in Barcelona (Tekmics)
- 2001 : A Different theory (G-Funk)
- 2001 : Spanish Harlem (F Communications)
- 2001 : Illogique (F Communications)
- 2001 : End (F Communications)
- 2001 : Abusive Melody (F Communications)
- 2002 : Smile (F Communications)
- 2002 : Confidential Music Vol. 1 (F Communications)
- 2003 : Confidential Music Vol. 2 (F Communications)
- 2003 : Confidential Music Vol. 3 (F Communications)
- 2004 : Place, Race and Face (F Communications)
- 2004 : The Army of 1.0. ((F Communications)
- 2004 : Confusion - RMX (F Communications)
- 2005 : Dirty Life (F...U!, F Communications)
- 2006 : How to Kill the Idiot (F...U!, F Communications)
- 2006 : There Came Une Musique (F Communications)
- 2007 : The Third Knife (20:20 Vision)
- 2008 : Phoenix (Ovum)
- 2020 : FCom 25 Remastered